# Metro Cagayan de Oro
Die Cagayan de Oro Metropolitan Area, auch Metro Cagayan de Oro oder Metro CdO genannt, ist eine der 12 Metropolregionen der Philippinen. Sie befindet sich auf der Insel Mindanao.
Der Bevölkerungszahl nach ist sie die viertgrößte der philippinischen Metropolregionen, nach der Fläche die größte. Sie hatte im Jahr 2015 ca. 1,34 Mio. Einwohner (Definition der National Economic and Development Authority (NEDA)).
Dieses Gebiet ist nach der Stadt Cagayan de Oro benannt und besteht aus 15 weiteren Städten und Gemeinden. Dabei sind auch ausgesprochen ländlich geprägte Gebiete mit enthalten, sodass lediglich etwa 10 % als urbanisiert bezeichnet werden können. Metro CdO ist unter anderem durch den im Jahre 2013 fertiggestellten Laguindingan International Airport in den nationalen Verkehr eingebunden.
Mit einem Bevölkerungswachstum von ca. 2,6 % pro Jahr über die letzten 25 Jahre liegt Metro Cagayan de Oro nach Metro Cebu im Spitzenfeld der zwölf philippinischen Metropolen.
| Metropole            | VZ 1990 | VZ 2000 | VZ 2010   | VZ 2015   | Fläche       |
| -------------------- | ------- | ------- | --------- | --------- | ------------ |
| Metro Cagayan de Oro | 721.199 | 958.701 | 1.233.051 | 1.376.343 | 4.371,26 km² |

Die folgende Tabelle enthält die Städte der Metro Cagayan de Oro, mit ihren Einwohnerzahlen aus den Volkszählungen von 1990, 2000, 2010 und 2015, sowie ihrer Fläche. Orte mit dem Zusatz City besitzen den Status einer Stadt, Orte ohne diesen Zusatz den Status einer eigenständig verwalteten Gemeinde (Municipality).
| Stadt            | VZ 1990 | VZ 2000 | VZ 2010 | VZ 2015 | Fläche     | Provinz          |
| ---------------- | ------- | ------- | ------- | ------- | ---------- | ---------------- |
| Alubijid         | 19.531  | 23.397  | 26.648  | 29.724  | 85,56 km²  | Misamis Oriental |
| Baungon          | 19.774  | 26.695  | 32.868  | 34.336  | 328,34 km² | Bukidnon         |
| Cagayan de Oro   | 339.598 | 459.983 | 602.088 | 675.950 | 412,80 km² | Misamis Oriental |
| Claveria         | 31.130  | 41.109  | 44.544  | 48.906  | 579,63 km² | Misamis Oriental |
| El Salvador City | 26.721  | 34.459  | 44.848  | 50.204  | 106,15 km² | Misamis Oriental |
| Gitagum          | 10.994  | 13.522  | 16.098  | 16.373  | 43,40 km²  | Misamis Oriental |
| Jasaan           | 29.146  | 39.969  | 50.121  | 54.478  | 77,02 km²  | Misamis Oriental |
| Laguindingan     | 15.503  | 18.451  | 21.822  | 24.405  | 44,23 km²  | Misamis Oriental |
| Libona           | 29.652  | 33.273  | 39.393  | 43.969  | 374,37 km² | Bukidnon         |
| Malitbog         | 14.934  | 19.315  | 22.880  | 24.453  | 581,85 km² | Bukidnon         |
| Manolo Fortich   | 61.329  | 74.252  | 91.026  | 100.210 | 413,60 km² | Bukidnon         |
| Opol             | 20.473  | 36.389  | 52.108  | 61.503  | 175,13 km² | Misamis Oriental |
| Sumilao          | 13.494  | 17.958  | 25.668  | 27.660  | 196,95 km² | Bukidnon         |
| Tagoloan         | 33.819  | 46.649  | 63.850  | 73.150  | 117,73 km² | Misamis Oriental |
| Talakag          | 35.379  | 48.326  | 67.123  | 71.644  | 786,40 km² | Bukidnon         |
| Villanueva       | 19.722  | 24.954  | 31.966  | 39.378  | 48,80 km²  | Misamis Oriental |